# Аубакіров Манаф Аубакірович
Манаф Аубакіровіч Аубакіров (рос. Манаф Аубакирович Аубакиров; 26 серпня 1926 — 19 квітня 1945) — командир гарматного розрахунку 375-го окремого винищувально-протитанкового дивізіону (312-та стрілецька дивізія, 69-а армія, 1-й Білоруський фронт), старший сержант, Повний Кавалер ордена Слави.

## Біографія
Манаф Аубакіров народився 26 серпня 1926 року в місті Зайсан в родині селянина. Татарин. Після закінчення 7 класів школи працював учнем кіномеханіка.
У 1943 році був призваний в Червону Армію, з листопада того ж року — в боях Другої світової війни. У 1945 році вступив у ВКП (б).
20 серпня 1944 року на південний захід від міста Пулави (Польща) заряджаючий знаряддя молодший сержант Аубакиров був поранений в бою, але продовжуючи разом з розрахунком вести вогонь знищив ворожі кулемет з обслугою і склад боєприпасів. 25 серпня 1944 року наказом командира 312-ї стрілецької дивізії молодший сержант Аубакиров Манаф Аубакіровіч був нагороджений орденом Слави 3-го ступеня (№ 89964).
16 січня 1945 року навідник знаряддя сержант Аубакиров в районі населеного пункту Нова-Воля (Польща) розчищав шлях підрозділам піхоти на Пулавський плацдармі. Отримавши в бою поранення, він не залишив поле бою і зміг знищити дві кулеметні точки і близько 15 гітлерівців. 17 лютого 1945 сержант Аубакиров наказом по 69-й армії був нагороджений орденом Слави 2-го ступеня (№ 11226).
17 квітня 1945 командир гарматного розрахунку старший сержант Аубакіров в бою за місто Лебус (Німеччина) викотив знаряддя на пряму наводку для того, щоб впритул розстрілювати ворожі танки і піхоту. Його розрахунок розбив гармату, винищив 4 кулемети і до 15 ворожих солдат і офіцерів, зруйнував спостережний пункт. Під час бою він був важко поранений, але продовжував командувати знаряддям. Помер від отриманих ран 19 квітня 1945 року. 15 травня 1946 року за мужність, відвагу і героїзм, проявлені в боротьбі з німецько-фашистськими загарбниками Указом Президії Верховної Ради СРСР старший сержант Аубакиров Манаф Аубакіровіч був посмертно нагороджений орденом Слави 1-го ступеня.
Похований в районі міста Франкфурт-на-Одері.